# Andholmen
Andholmen is een Zweeds eiland in de Råneälven. Het eiland zorgt voor een brugverbinding over de rivier tussen Råneå en haar buitenwijk Tolvman. Deze brugverbinding maakt deel uit van de Europese weg 4. Op het eiland ligt een woonwijk van het stadje, maar ook een onbebouwd gebied. Ten noorden en zuiden van het eiland liggen twee stroomversnellingen, Norrforsen en Sorforsen.
Storholmen · Storselaholmen · Storholmen · Sladaholmen · Hedholmen · Notholmen · Svedjeholmen · Tomasholmen · Niemiholm · Lillholmen · Färholmen · Sundbergholmen · Killingholmen · Holmen · Prästholmen · Börstholmen · Längholmen · Degerholmen · Kullen · Kaninholmen · Andholmen